# Listă de filme sovietice din 1956
- Filme sovietice din: 1955 — 1956 — 1957

Aceasta este o listă de filme produse în Uniunea Sovietică în 1956.
| Titlu                        | Titlu original          | Regizor                                          | Distribuție                                                                          | Gen                      | Note                                                            |
| ---------------------------- | ----------------------- | ------------------------------------------------ | ------------------------------------------------------------------------------------ | ------------------------ | --------------------------------------------------------------- |
| 1956                         |                         |                                                  |                                                                                      |                          |                                                                 |
| Al 41-lea                    | Сорок первый            | Grigori Chukhrai                                 | Izolda Izvitskaya, Oleg Strizhenov, Nikolai Kryuchkov                                | Film de război, romantic |                                                                 |
| Balada voinicului            | Илья Муромец            | Aleksandr Ptușko                                 | Boris Andreev, Andrei Abrikosov, Natalia Medvedeva                                   | Fantastic                |                                                                 |
| Când vine furtuna...         | Триста лет тому…        | Vladimir Petrov                                  | Viktor Dobrovolskîi, Iulian Panici, Evgheni Samoilov                                 | Film istoric             |                                                                 |
| Behind the Footlights        | На подмостках сцены     | Konstantin Yudin                                 | Vasili Merkuryev                                                                     | Drama                    |                                                                 |
| Carnival Night               | Карнавальная ночь       | Eldar Ryazanov                                   | Igor Ilyinsky, Lyudmila Gurchenko, Yuri Belov                                        | Comedie                  |                                                                 |
| A Crazy Day                  | Безумный день           | Andrey Tutyshkin                                 | Igor Ilyinsky                                                                        | Comedie                  |                                                                 |
| Different Fortunes           | Разные судьбы           | Leonid Lukov                                     | Tatyana Piletskaya                                                                   | Drama                    |                                                                 |
| For the Power of the Soviets | За власть Советов       | Boris Buneev                                     | Aleksey Alekseev                                                                     | Drama                    |                                                                 |
| The Girl and the Crocodile   | Девочка и крокодил      | Iosif Gindin, Isaak Menaker                      | Elena Granovskaya                                                                    | Comedie                  |                                                                 |
| Honeymoon                    | Медовый месяц           | Nadezhda Kosheverova                             | Lyudmila Kasatkina                                                                   | Comedie                  |                                                                 |
| The Immortal Garrison        | Бессмертный гарнизон    | Zakhar Agranenko, Eduard Tisse                   | Vasili Makarov, Vladimir Yemelyanov, Nikolai Kryuchkov, Anatoli Chemodurov           | Film de război           |                                                                 |
| The Killers                  | Убийцы                  | Marika Beiku, Aleksandr Gordon, Andrei Tarkovsky | Yuli Fait, Aleksandr Gordon, Valentin Vinogradov, Boris Novikov, Yuri Dubrovin       | Film studențesc          |                                                                 |
| Magdana's Donkey             | Лурджа Магданы          | Rezo Chkheidze, Tengiz Abuladze                  | Dudukhana Tserodze                                                                   | Drama                    |                                                                 |
| Maxim Perepelitsa            | Максим Перепелица       | Anatoly Granik                                   | Leonid Bykov, Lyudmila Kostyrko, Nikolai Yakovchenko, Aleksandr Borisov              | Comedie                  |                                                                 |
| Murder on Dante Street       | Убийство на улице Данте | Mikhail Romm                                     | Yevgeniya Kozyreva                                                                   | Drama                    |                                                                 |
| Old Khottabych               | Старик Хоттабыч         | Gennadiy Kazansky                                | Nikolai Volkov, Alexey Litvinov, Gennady Khudyakov                                   | Fantastic                |                                                                 |
| Othello                      | Отелло                  | Sergei Yutkevich                                 | Sergei Bondarchuk, Irina Skobtseva, Andrei Popov, Vladimir Soshalsky, Yevgeni Vesnik | Tragedie                 | Intrat în competiție în 1956 la Festivalul de Film de la Cannes |
| Other People's Relatives     | Чужая родня             | Mikhail Schweitzer                               | Nikolai Rybnikov, Nonna Mordyukova, Nikolai Sergeev, Alexandra Denisova              | Drama                    |                                                                 |
| The Poet                     | Поэт                    | Boris Barnet                                     | Nikolay Kryuchkov                                                                    | Drama                    |                                                                 |
| The Rumyantsev Case          | Дело Румянцева          | Iosif Kheifits                                   | Aleksey Batalov, Nikolai Kryuchkov, Yevgeny Leonov                                   | Drama, Crimă             |                                                                 |
| Sasha Enters Life            | Тугой узел              | Mikhail Schweitzer                               | Oleg Tabakov                                                                         | Drama                    |                                                                 |
| Soldiers                     | Солдаты                 | Aleksandr Ivanov                                 | Vsevolod Safonov                                                                     | Drama                    |                                                                 |
| Spring on Zarechnaya Street  | Весна на Заречной улице | Felix Mironer, Marlen Khutsiev                   | Nina Ivanova, Nikolai Rybnikov                                                       | Film romantic, drama     |                                                                 |
| They Were the First          | Они были первыми        | Yuri Egorov                                      | Georgi Yumatov, Mark Bernes, Mikhail Ulyanov                                         | Film de război           |                                                                 |
| The Twelve Months            | Двенадцать месяцев      | Ivan Ivanov-Vano                                 |                                                                                      | Animație                 |                                                                 |
| A Weary Road                 | Долгий путь             | Leonid Gaidai și Valentin Nevzorov               | Sergei Yakovlev                                                                      | Drama                    |                                                                 |
| The White Poodle             | Белый пудель            | Marianna Roshal, Vladimir Shredel                | Georgy Millyar, Mikhail Gluzsky                                                      | Drama                    |                                                                 |